# Colinas (kommun i Brasilien, Rio Grande do Sul)
Colinas är en kommun i Brasilien.   Den ligger i delstaten Rio Grande do Sul, i den södra delen av landet, 1 600 km söder om huvudstaden Brasília. Antalet invånare är 2 420.
Omgivningarna runt Colinas är en mosaik av jordbruksmark och naturlig växtlighet. Runt Colinas är det ganska tätbefolkat, med 62 invånare per kvadratkilometer.